# Janikowa Skała
Janikowa Skała, też Mutne – wychodnia skalna na południowo-zachodnim krańcu Pasma Pewelskiego, które w regionalizacji fizycznogeograficznej Polski według Jerzego Kondrackiego zaliczane jest do Beskidu Makowskiego, w nowszej regionalizacji z 2018 roku do Pasm Pewelsko-Krzeszowskich. Przewodnik wspinaczkowy i zamontowana przy skale tablica informacyjna podają, że znajduje się we wsi Mutne, jednak według Geoportalu znajduje się w miejscowości Jeleśnia w województwie śląskim, w powiecie żywieckim, w gminie Jeleśnia, u południowych podnóży wzniesienia Janikowa Grapa.

## Wspinaczka
Są to dwie gładkie i jednolite płyty o tak dużym nachyleniu, że jak podaje przewodnik ciekawostką są zsuwające się po płycie żmije, które nie radzą sobie z technikami tarciowymi. Położone są w lesie, tuż po północnej stronie drogi nr 845 pomiędzy odchodzącą od niej drogą do Mutnego a boczną, gruntową drogą do niewielkiego parkingu przed mostem na Pewlicy.
Na skałach tych uprawiana jest wspinaczka skalna, Grzegorz Rettinger pisze o nich prawdziwe królestwo rajbunga. Wszystkie drogi wspinaczkowe są bardzo do siebie podobne i mają podobne trudności, zamontowano też na nich nową, kompletną asekurację za pomocą ringów i stanowisk zjazdowych. Wspinaczka możliwa jest tylko wtedy, gdy skała jest zupełnie sucha, aby miała wystarczające tarcie. Skałoplany znajdują się na tablicy zamontowanej przy skale. G. Rettinger wymienia 18 dróg, na tablicy są skałoplany 12 dróg.

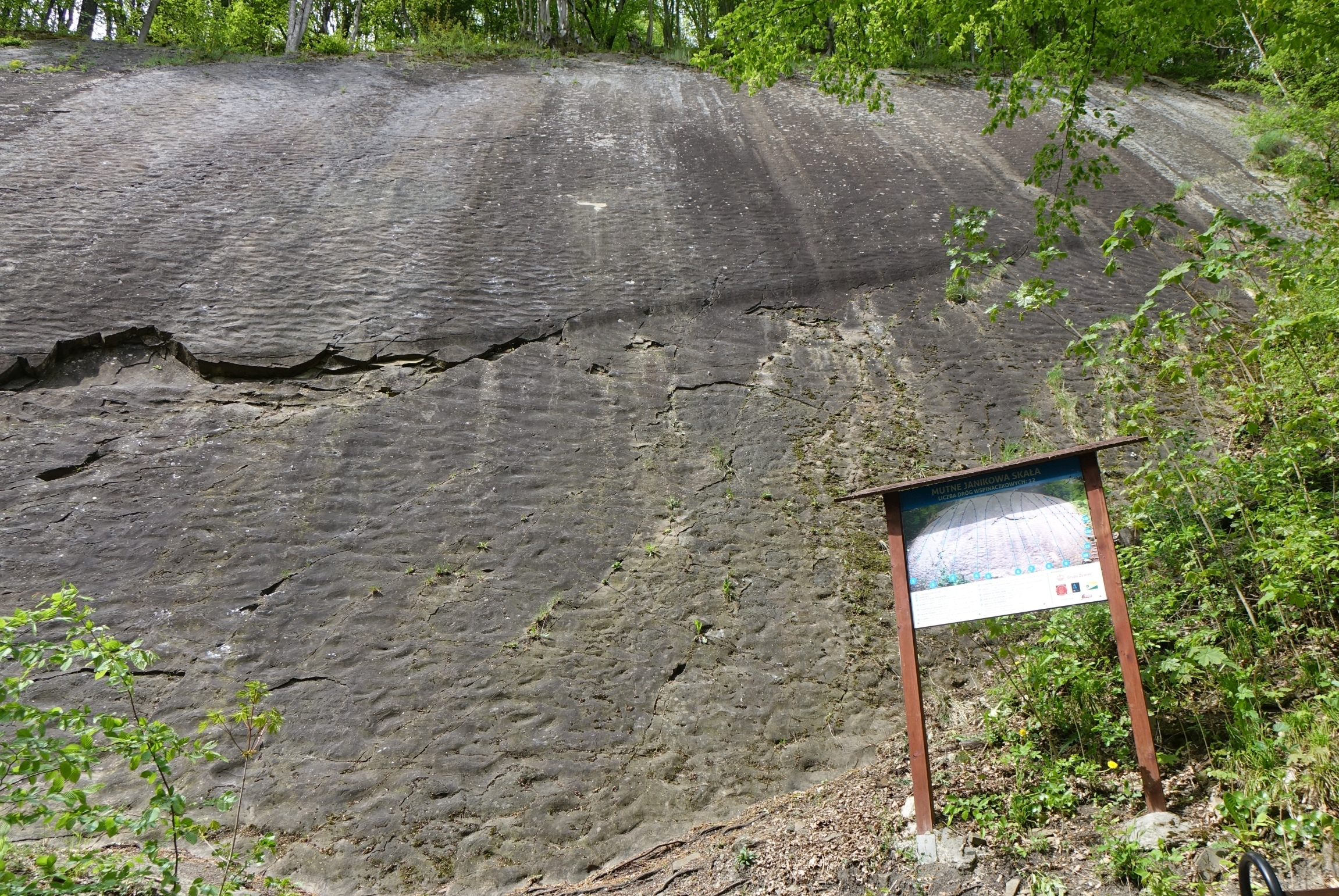
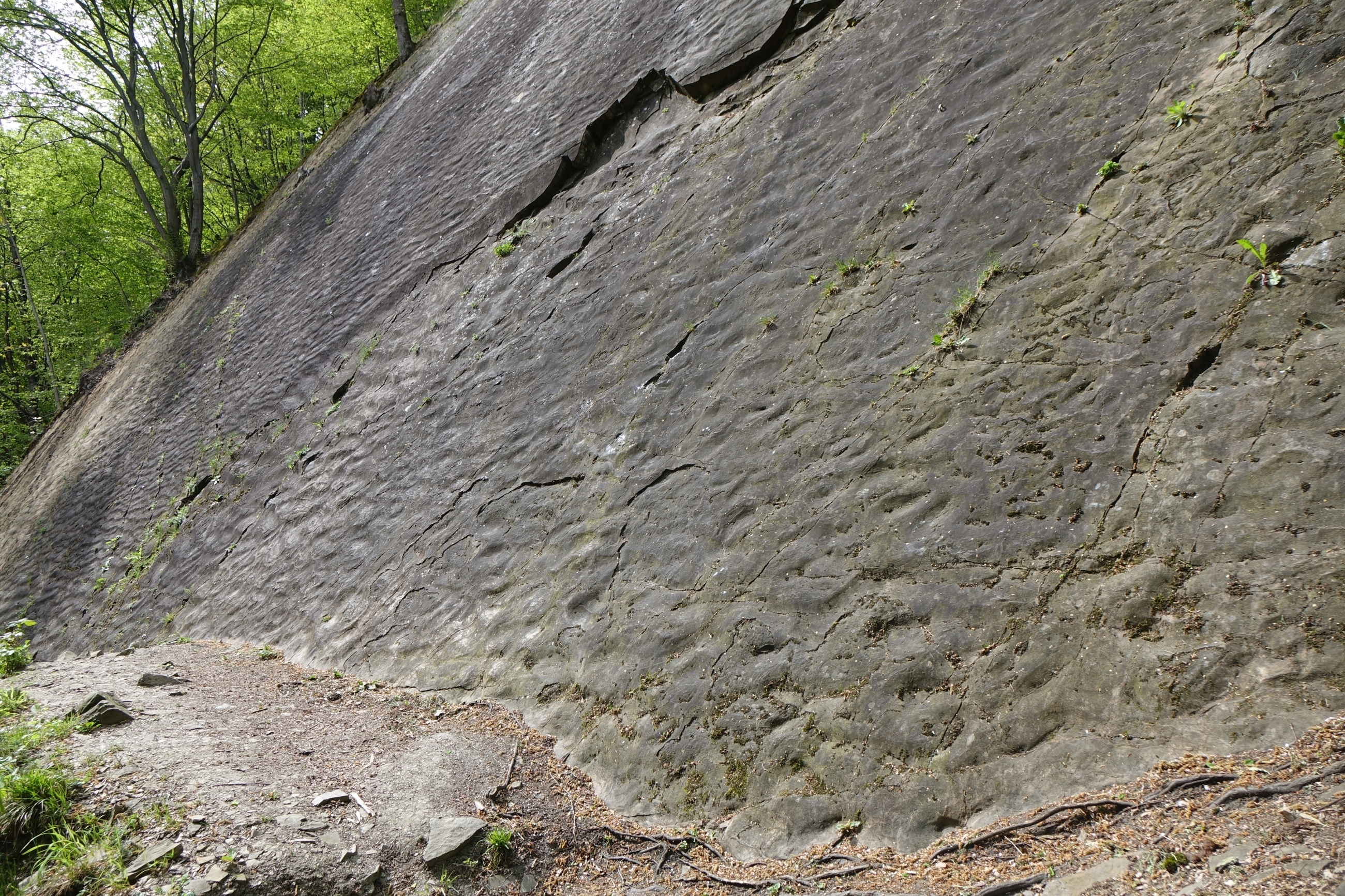
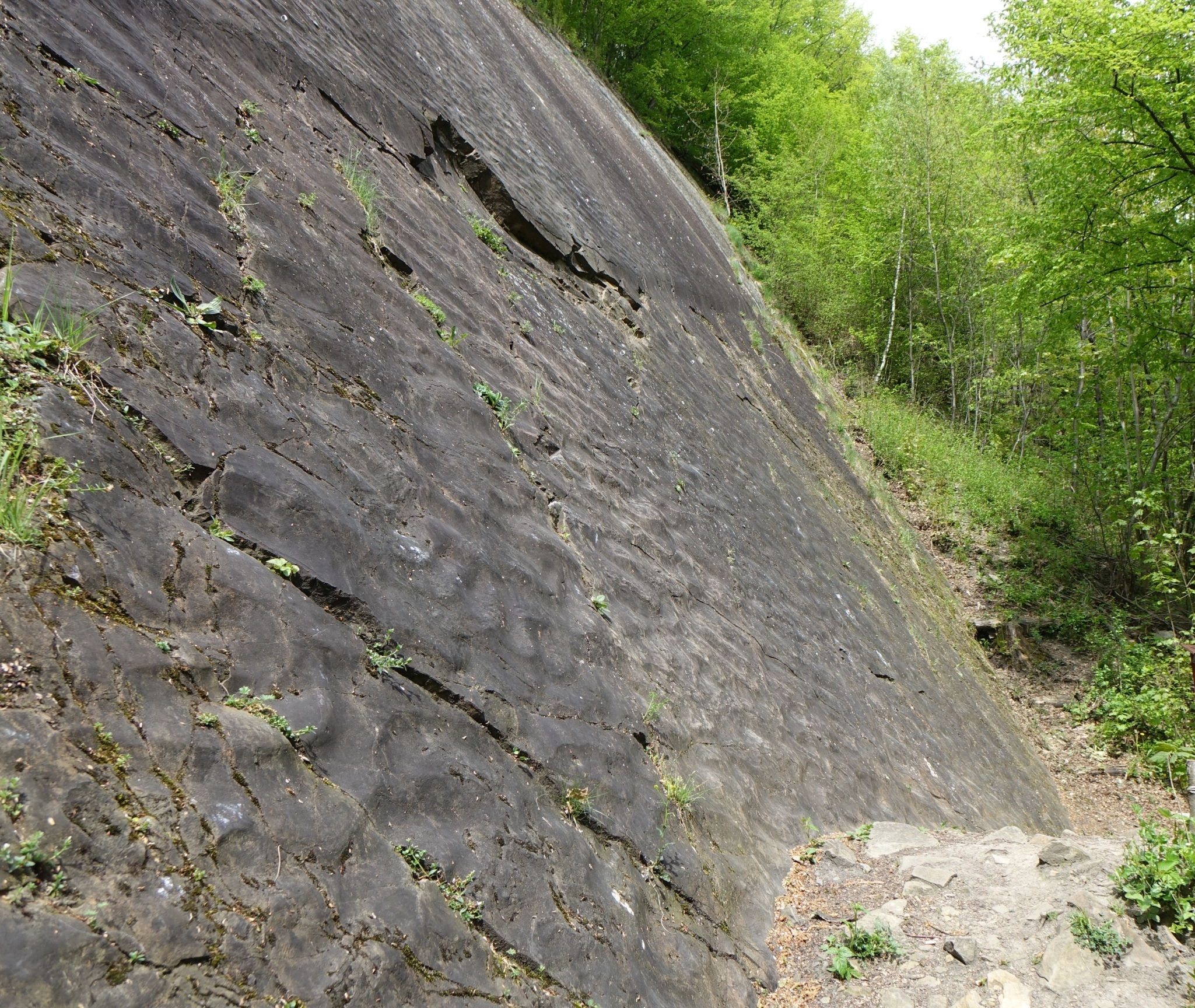
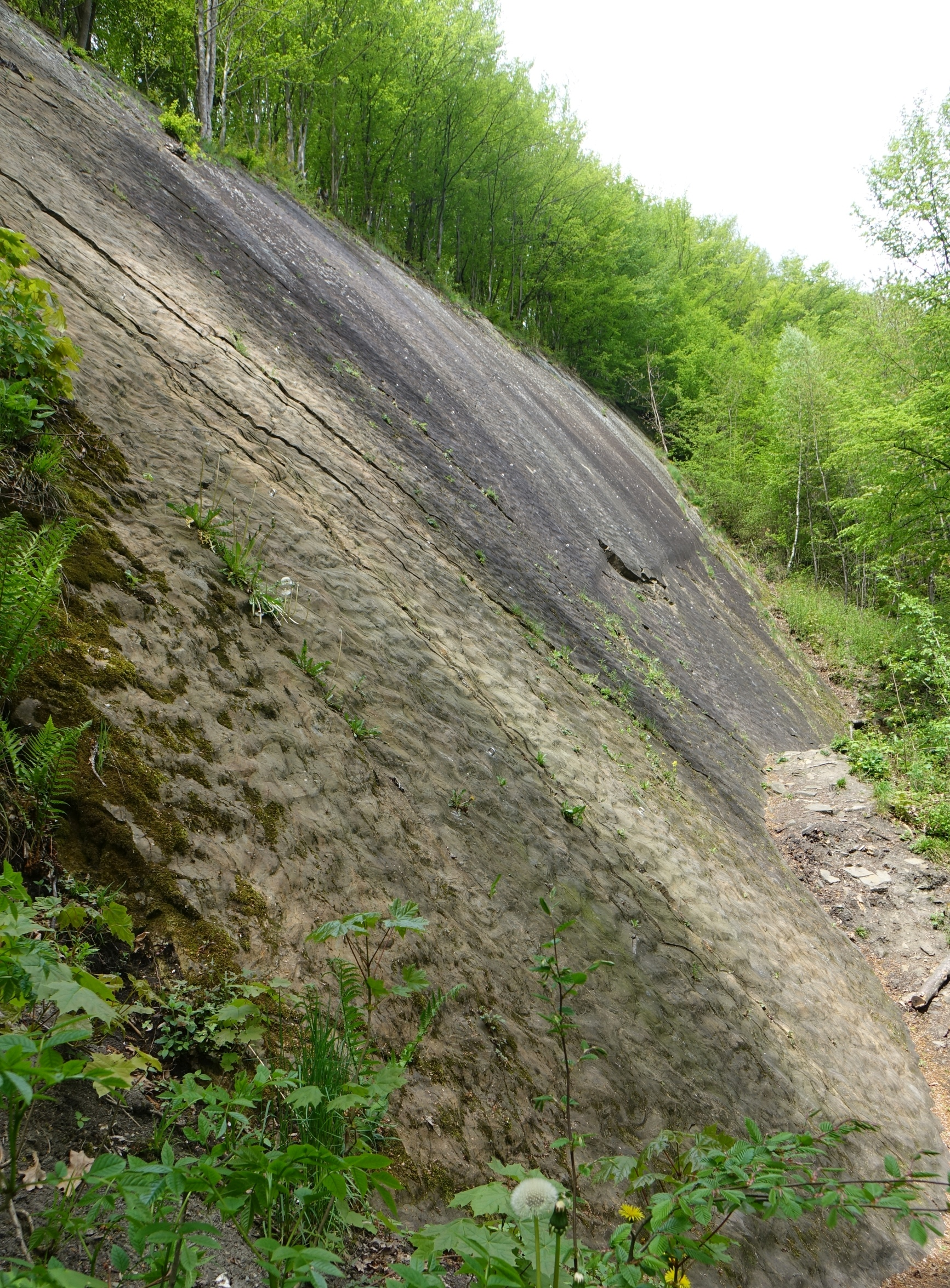
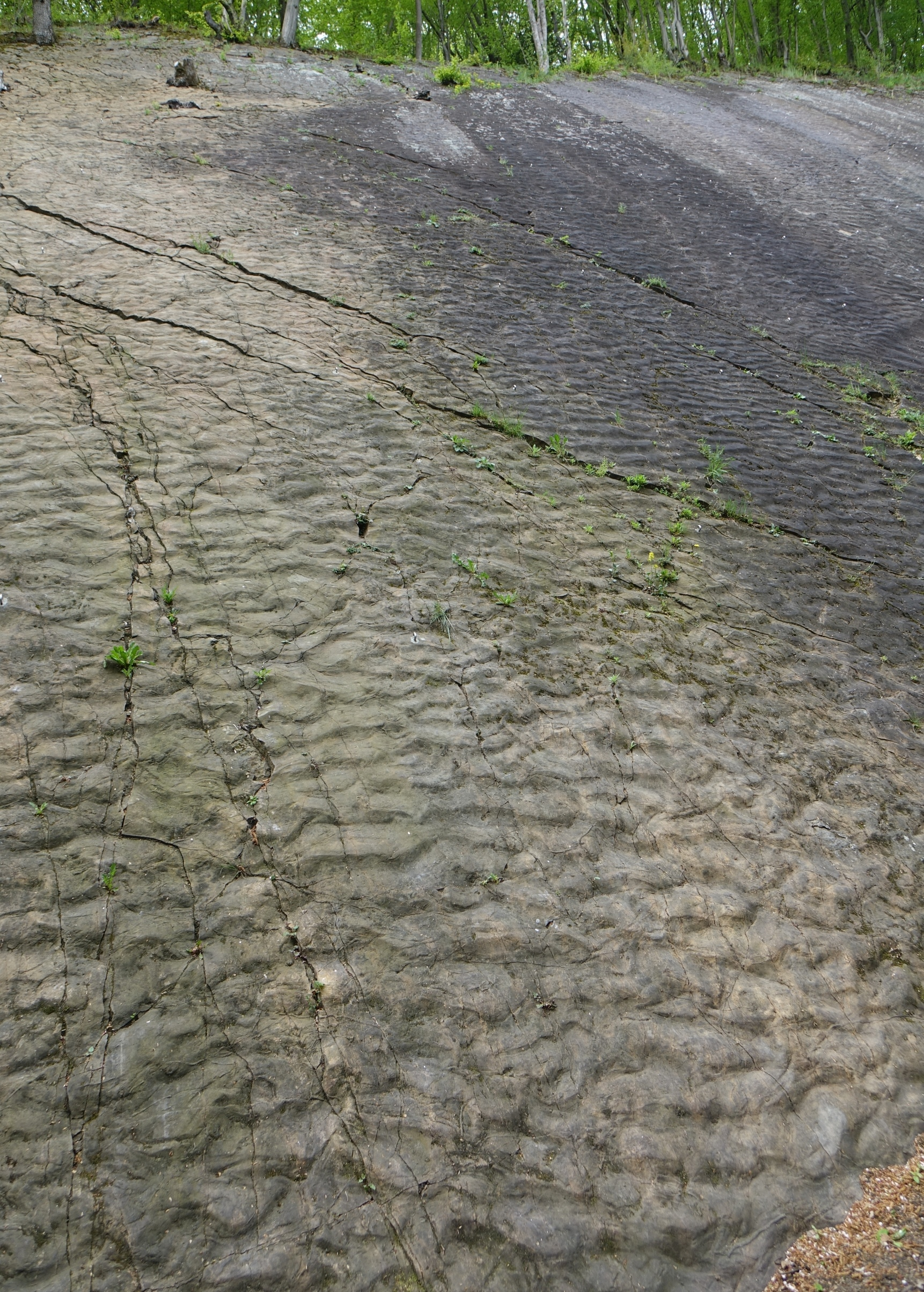
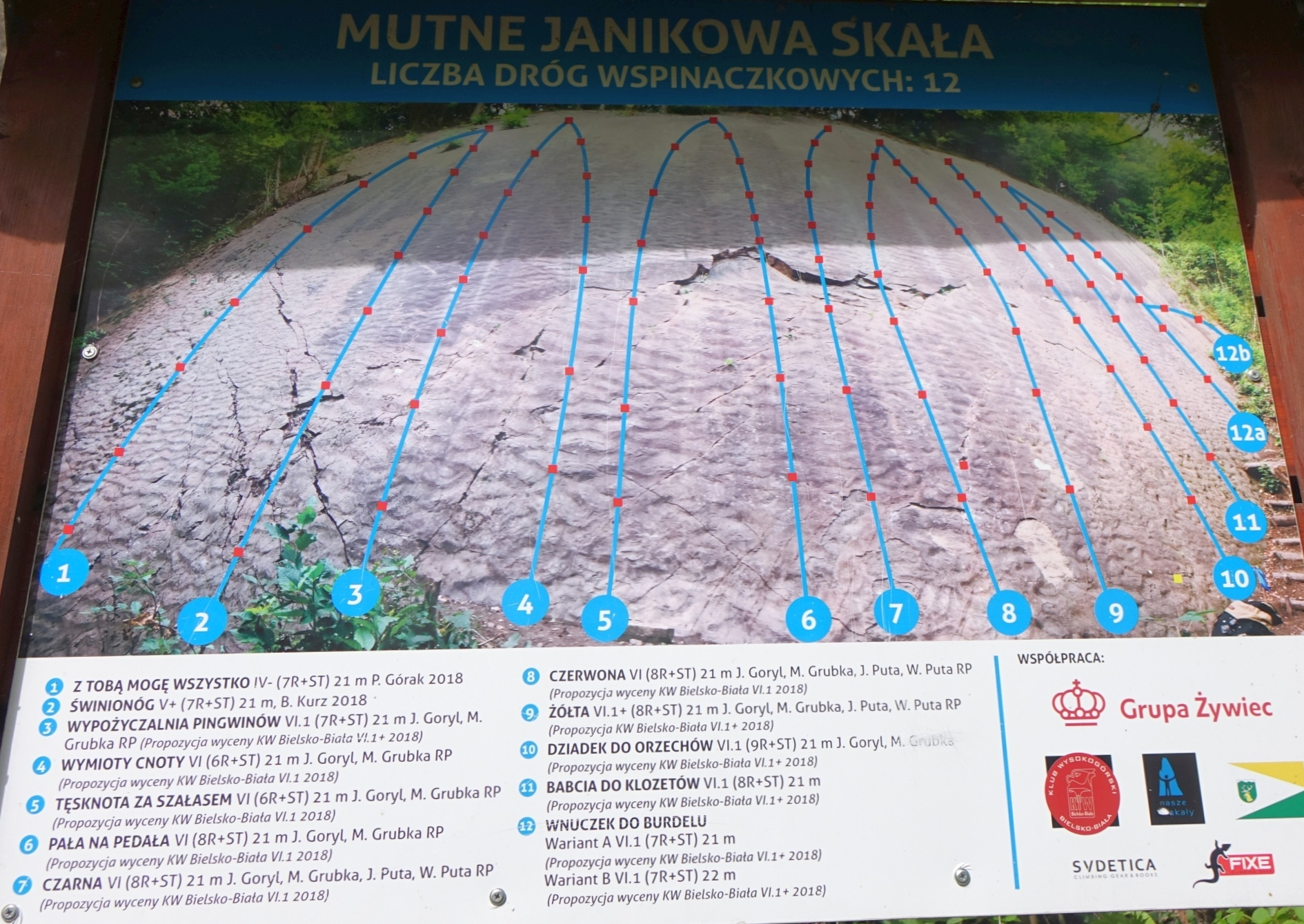

Wielka Płyta
1. Z Tobą mogę wszystko; V
2. Świnionóg; V+
3. Wypożyczalnia pingwinów; VI.1+
4. Wymioty cnoty; VI.1+
5. Poprzeczna rysa; VI+
6. Tęsknota za szałasem; VI.1
7. Pała na pedała; VI.1
8. Czarna; VI.1
9. Czerwona; VI.1
10. Żółta; VI.1+
11. Dziadek od orzechów; VI.1+
12. Babcia do klozetów; VI.1+
13. Wnuczek do burdelu; VI.1+
14. Płytki grób; VI.1?

Mała Płyta
1. Bez nazwy; VI
2. Żywiec Goryla; VI
3. Wędeczka z Andrzejkami: VI
4. Bez nazwy; V+[1].